# DSM (entreprise)
Pour les articles homonymes, voir DSM.
DSM (terme venant de l'anglais Dutch State Mines) est une entreprise néerlandaise, membre de l'indice Euronext 100. Les activités de DSM sont regroupées dans quatre secteurs : nutrition, produits pharmaceutiques, matières performantes et chimie industrielle. Dyneema est une marque déposée de DSM pour sa fibre haute performance basée sur le UHMWPE. L'ancienne ministre de la Santé Edith Schippers est présidente de DSM depuis 2019.

## Histoire
En début d'année 2014, Patheon et une partie des activités DSM liées au façonnage fusionnent pour former DPx, dans une transaction d'une valeur de 2,6 milliards de dollars. Cette nouvelle entité est contrôlée à 51 % par les actionnaires du premier et à 49 % du second, avec environ 8 000 salariés et un chiffre d'affaires d'environ 2 milliards de dollars.
En 2015, DSM annonce la suppression de 1 100 postes. En 2017, DSM poursuit trois groupes chinois en justice auprès du tribunal de La Haye pour violation de brevet portant sur le trihydrate d'amoxicilline. 
En septembre 2020, Covestro annonce l'acquisition des activités dédiées aux résines de DSM, pour 1,6 milliard d'euros.
En avril 2022, DSM annonce la vente de ses activités dans les matériaux à Avient, une entreprise américaine de produits chimiques, pour 1,44 milliard d'euros. En mai 2022, DSM annonce la vente de son activité de matériaux techniques pour 3,85 milliards d'euros à Lanxess et à un fonds d'investissement. En parallèle, DSM et Firmenich annoncent vouloir fusionner leurs activités. La fusion est effective en mai 2023.

## Activités

### Nutrition
Le cluster Nutrition est composé de DSM Nutritional Products et DSM Food Specialties. DSM Nutritional Products produit des nutriments essentiels tels que des vitamines synthétiques, des caroténoïdes, des lipides nutritionnels et d'autres ingrédients pour les industries de l'alimentation animale, alimentaire, pharmaceutique et des soins personnels. DSM Food Specialties fabrique des enzymes alimentaires, des cultures, des extraits de levure, des saveurs salées, des hydrocolloïdes et d'autres ingrédients de spécialité pour les segments laitiers, boulangers, boissons et salés.

### Matériaux
Le cluster Matériaux est composé de DSM Engineering Plastics, DSM Dyneema et DSM Resins & Functional Materials. Les plastiques spéciaux de DSM Engineering Plastics sont utilisés dans les composants des industries électrique et électronique , automobile , des emballages alimentaires flexibles et des biens de consommation. DSM Dyneema est l'inventeur, le fabricant et le distributeur de Dyneema. DSM Resins & Functional Materials fabrique des solutions de résines pour peintures , encres, stéréolithographie et revêtements de fibres optiques et industrielles.

### Centre d'innovation
Outre le rôle de soutien à l'innovation dans les entreprises et les activités de DSM, le centre d'innovation est responsable des «domaines d'activité émergents» de DSM Biomedical (biomatériaux et dispositifs médicaux régénératifs), DSM Bio-based Products & Services (technologie de conversion de la biomasse) et DSM Advanced Solar (revêtements AR et films photovoltaïques pour modules solaires).

## Identité visuelle

Ancien logo de DSM.
Logo actuel de DSM depuis février 2011.